# Crângași (stacja metra)
Crângași – stacja metra w Bukareszcie, na linii M1. Stacja została otwarta w 1984.